# Международна агенция за атомна енергия
Международната агенция за атомна енергия (МААЕ, на френски: Agence internationale de l'énergie atomique, AIEA; на английски: International Atomic Energy Agency, IAEA; известна и като МАГАТЕ) е автономна, международна организация, основана на 29 юли 1957 г. по инициатива на Организацията на обединените нации и Съединените щати за насърчаване на използването на атомната енергия за граждански цели и за предотвратяване на нейното използване за военни цели.
Агенцията има членство в 168 държави (към октомври 2017 г.) и техните представители се свикват веднъж годишно за общо събрание, за да изберат 35 членове за по-малкия екип. Екипът се среща пет пъти годишно и подготвя предложения за гласуване в Общото събрание.
Централата на агенцията е във Виена, Австрия. Два „регионални предпазни офиса“ са разположени в Торонто (Канада) и Токио (Япония). МААЕ има офиси в Ню Йорк (САЩ) и Женева (Швейцария). Освен това има и лаборатории в Австрия (Зайберсдорф и Виена), Монако и Италия (Триест).

## История
През 1953 г. американският президент Дуайт Айзенхауер прави предложение за създаване на международен орган, чиято цел е да регулира и насърчава мирното използване на атомна енергия.
През септември 1954 г. на Общо събрание на ООН, САЩ изказва своето виждане, че е необходимо да се изгради международна агенция, която да отговаря за ядрения материал и контрола върху него.
През 1955 г. (от 8 до 20 август), в Женева (Швейцария), ООН провежда международна конференция във връзка с атомната енергия и нейното мирно използване.
Уставът на МААЕ е единодушно приет на Международната конференция на ООН за мирното използване на атомната енергия в Ню Йорк през 1956 г. и влиза в сила на 29 юли 1957 г. Първата сесия на Генералната конференция на агенцията е проведена във Виена през октомври същата година.
От 1958 агенцията осигурява техническа помощ на развиващите се страни под формата на услуги на консултанти, научни стипендии, възможности за обучение и оборудване.
От 14 ноември действа споразумение относно отношенията между агенцията и ООН. Според него агенцията е със специален статут, особено правно положение спрямо ООН – в състава на ООН, свързана с ООН чрез договор с ОС на основание на норми в Устава си („под егидата“ на ООН) и функционира като международна правна организация, която се отчита веднъж годишно пред Общото събрание на ООН, а при уместност, пред Съвета за сигурност и Икономическия и социален съвет на ООН. Поради това агенцията не е „специализирана агенция“ по смисъла в Устава на ООН, въпреки че административно е част от системата на ООН.
През 1961 агенцията предприема система за обезопасяване на малки изследователски реактори, а впоследствие допълнението ѝ обхваща всички видове и размери атомни централи.
В Триест, Италия, 1964, на международния център по теоретична физика, който е под ръководството на ЮНЕСКО, представя забележителен принос в областта на чистата наука.
През 1987 стартира консултантска програма за обработка на отпадъците.
През 1957 година Уставът на МААЕ е завършен окончателно.
През 1970 агенцията създава Международна система за ядрена информация (ИНИС).
През март 1970 е в изпъленение Договор за неразпространение на ядрените оръжия. Той задължава „неядрените страни“ да сключат предпазни споразумения с агенцията, които да обхващат всички ядрените материали за мирни цели.
В периода между 1978 и 1981 три ядрени държави – Великобритания, САЩ и Франция – сключват споразумения с агенцията.
От 1984 работи Международна консултативна група по облъчването на храните.
През 1985 Съветският съюз сключва споразумение за приложението на предпазни мерки към някои съветски ядрени инсталации за мирни цели.
През 1986 е провокирана Чернобилската авария – най-тежката авария в историята на ядрената енергетика според Международната скала за ядрени събития.

## Структура
Структурата на МААЕ се определя от Устава на агенцията. Международната агенция за атомна енергия има три основни органа: Генерална конференция (висш орган) и Съвет на управителите (изпълнителен орган) и Секретариат (административен орган).

### Управителният съвет
УС на международната агенция за атомна енергия е политически ръководен орган. Той се състои от 35 държави членки, 13 от които се определят от предходния съвет и други 22 – избрани от Генералната конференция. Заседанията му се провеждат четири пъти годишно и има широки функции.
Съветът в оставка определя 10 члена, най-напредналите в областта на технологиите, свързани с атомна енергия. Останалите три са най-проспериращите членове от области, които не са представени в първите 10. Тези членове се избират за един мандат. Генералната конференция определя други 22 члена от останалите народи през 2 години. Критериите за назначаването осигуряват подходящо представителство и приемственост на членовете на Съвета. Сред изискванията са такива като равнище на развитието на технологиите в областта на атомната енергетика, представянето на определено разнообразие на географско покритие (географски принцип), както и нивото на развитие на ядрената технология, равнище на производство на изходни материални и др.
Съветът има самостоятелно право да одобрява важни проекти, всички споразумения по безопасност, стандарти по безопасност. Решенията на съвета се вземат с мнозинство на присъстващите и гласували членове, с изключение на решенията за бюджета, които изискват мнозинство от две трети.
Управителен съвет 2010 – 2011 година: Аржентина, Австралия, Азербайджан, Белгия, Бразилия, Камерун, Канада, Чили, Китай, Чехия, Дания, Еквадор, Франция, Германия, Индия, Италия, Япония, Йордания, Кения, Южна Корея, Монголия, Холандия, Нигерия, Пакистан, Перу, Португалия, Русия, Сингапур, Южна Африка, Тунис, Украйна, ОАЕ, Обединено Кралство, САЩ, Венецуела.
Съветът взима голяма част от решенията, свързани с политиката на МААЕ. Той отправя препоръки, свързани с дейността и бюджета на организацията към Генералната конференция. Отговаря за назначаването на генерален директор, което подлежи на одобрение от старана на Генералната конференция. Съветът публикува стандартите на МААЕ.
Членовете на Управителния съвет имат по 1 глас. Всички въпроси се приемат с обикновено мнозинство с изключение на бюджетните, за които е необходимо мнозинство от 2/3.

### Генералната конференция
Генералната конференция е главният орган на МААЕ, състоящ се от всички членове на агенцията. Свиква се ежегодно на редовни сесии за определяне на дейността на МААЕ. Нейните заседания се провеждат веднъж годишно, обикновено през септември, а при необходимост и по-често.
Генералната конференция определя се одобрява бюджета, обсъжда годишните отчети на Съвета на управляващите и докладите, представяни на ОС на ООН.
Осъществява приемането на нови членове, избира членове на управителния съвет, назначава генерален директор, утвърждава промени по устава.
Нейните заседания се провеждат веднъж годишно, най-често през септември. Дейността ѝ е да одобри предложените от Управителния съвет политики и бюджет.

### Секретариат
Той включва 2200 експерти и технически персонал от повече от 90 различни страни, в които влиза и България. В помощ на работата на директора се избират шест заместник генерални директора, всеки от които оглавява различен департамент:
Секретариатът се оглавява от генерален директор, назначен от УС за срок от четири години с право на подновяване, който отговаря за изпълнението на дейностите, приети от УС. В помощ на работата на директора се избират шест заместник генерални директора, всеки от които оглавява различен департамент: ядрена енергия, ядрени науки и приложението им, ядрена безопасност и сигурност, техническо сътрудничество, гаранции.
МААЕ се ръководи от генерален директор – Юкия Амано (Япония) – и от 6 заместник генерални директори:
1. Департамент по мениджмънт – г-жа Джанис Дън Ли (САЩ)
2. Департамент по ядрени науки и приложението им – г-н Даут бин Мохамад (Малайзия)
3. Департамент по техническо сътрудничество – г-н Кваку Анинг (Гана)
4. Департамент по гаранциите – г-н Херман Накертс (Белгия)
5. Департамент по ядрена енергетика – г-н Александър Бичков (Русия)
6. Департамент по ядрена безопасност и сигурност – г-н Денис Флори (Франция)

### Генерален директор
Генералният директор изготвя предложението за годишния бюджет за разходите на агенцията и чрез управителния съвет го внася в общата конференция за одобрение. Управителният съвет разпределя административните разходи на страните членки в съответствие с фиксираната от общата конференция скала.
Първият генерален директор на МААЕ от 1957 – 1961 е Стерлинг Коул, бивш американски конгресмен. Неговото управление трае само един мандат, след което ръководството на агенцията е поверено в ръцете на шведите Сигвард Еклунд (1961 – 1981) и Ханс Бликс (1981 – 1997). След края на управлението на бившия шведски външен министър Бликс, генерален директор става Мохамед ел Барадей от Египет, който остава на поста до ноември 2009 година.
На втори юли 2009 година за нов ръководител на МААЕ е избран Юкия Амано (Япония), който побеждава Абдул Самат Минти (ЮАР) и Луис Ечавари (Испания). На 3 юли 2009 година Управителният съвет гласува назначаването на Амано. През септември 2009 година на Генералната конференция на МААЕ предложението е одобрено. Юкия Амано встъпва в длъжност на 1 декември 2009 година.
Генералният директор на Международната агенция за атомна енергия е депозитар на следните международни споразумения и конвенции в областта на мирното използване на атомната енергия:
- Споразумение по Гаранциите към Договор за неразпространение на ядрените оръжия ДНЯО
- Допълнителен протокол към споразумението към ДНЯО
- Конвенция за ядрена безопасност
- Конвенция за ранно уведомяване в случай на ядрен инцидент
- Конвенция за оказване на помощ в случай на ядрен инцидент или радиологично въздействие
- Единна конвенция за безопасно управление на отработено ядрено гориво и безопасно управление на радиоактивни отпадъци
- Конвенция за гражданска отговорност при ядрена щета
- Конвенция за физическа защита на ядрения материал

## Функции
МААЕ като самостоятелна организация не е под прекия контрол на ООН, но агенцията изпраща своите доклади както на Общото събрание на ООН, така и на Съвета за сигурност. Функциите на МААЕ са заложени в нейния устав.
Агенцията трябва да извърша дейността си в съответствие с политиката на ООН, насочена към постигането на „повсеместно безопасно разоръжаване“.
Основната идея, заложена в съществуването на агенцията, е тя да спомага за безопасното и мирно използване на ядрените науки и технологии. За целта Международната агенция за атомна енергия упражнява три дейности:
- ядрена верификация и сигурност – проверява вече съществуващи ядрени съоръжения и наблюдава тяхната експлоатация за мирни цели,
- безопасност – осигурява информация и разработва стандарти, с които да се гарантира сигурността на ядрените съоръжения,
- технологично сътрудничество с науката – подпомага всички области и на науката, които се занимават с мирните приложения на ядрените технологии.

Научноизследователската работа за мирното използване на атомната енергия се осъществява в няколко направления: техническа помощ и сътрудничество, хранителна промишленост и селскостопанство, хранителната промишленост и селското стопанство, използването на излъчванията в биологията и медицината, фундаменталната ядрена физика, атомната енергетика, ядрената безопасност, разпространение на информацията.
Агенцията си сътрудничи с Организацията на ООН по прехраната и земеделието (ФАО) в областта на информационната система и осъществява програма по приложение на изследването на използването на радиацията и изотопите, която отговаря за селското стопанство, със Световната здравна агенция в областта на медицинските приложения на радиоизотопите и съответното оборудване, на дозиметрията при използването на съзнателно облъчване и при радиационната биология.
С ИНИС събира от държавите членки, обработва и предоставя или чрез реферантивното списание Атоминдекс информация по всички въпроси на мирното използване на ядрената наука и технология.
Международната система за ядрена информация на МААЕ – INIS е най-пълната в света база данни в областта на мирното използване на ядрената наука и технологии, като съдържа над 3 млн. документа и включва информация по всички проблеми, свързани с ядрената енергия и приложения – наука, технологии, енергетика, медицина, екология, право и др.
В рамките на Програмата на ООН за развитие (ПРООН) се изпълняват няколко широкомащабни проекти, а Програма на ООН за околната среда (ЮНЕП) свързва дейностите по опазване на околната среда. Агенцията осъществява дейността с десетки други органи, неправителствени и междуправителствени, като например Организацията за икономическо сътрудничество и развитие, ОИСР.
През годините си агенцията е провеждала голям брой международни срещи и симпозиуми, семинари и съвещания, както и по-малки срещи на експертно ниво за обмен на нови идеи и разработки.

## Участието на България в МААЕ
България е страна съучредител на МААЕ. Тя е пълноправен член още от създаването на агенцията. В Секретариата на МААЕ участват осем български специалисти, като двама от тях са в Департамента по ядрена енергетика, а останалите са в Департамента по гаранциите.
България е член на СУ за периода 2011 – 2013 и е била избирана 9 пъти на ротационен принцип, като последният път е през 2001 – 2003.
Като страна, участваща в Договора на неразпространение на ядреното оръжие и по силата на Допълнителното споразумение, подписано във Виена на 21 януари 1972 година, Република България поставя под контрол на агенцията своята ядрена дейност.
България сътрудничи с МААЕ основно чрез национални и регионални проекти от програмите за техническо сътрудничество на Департамента за техническо сътрудничество. По отделни проекти взаимодействие се осъществява и с Департаментите по ядрена безопасност и сигурност, Ядрена енергетика и Департамента по ядрени науки и приложения. Инспектори от Департамента по гаранциите извършват редовни проверки за съответствието на деклариран и наличен ядрен материал в ядрените съоръжения на България.
През годините националните проекти, които са изпълнявани, са били в областта на ядрената безопасност, развитието на ядрената енергетика, приложението на ядрените технологии и ядрената наука в индустрията, медицината, селското стопанство и др. Регионалните като цяло покриват същите области, но се изпълняват заедно с други страни от регион Европа за решаване на общи проблеми.
България изготвя национални и регионални проекти в областта на ядрената безопасност, развитието на ядрената енергетика, приложението на ядрените технологии и ядрената наука в индустрията, медицината, селското стопанство и др.

## Реакцията на МААЕ след аварията в Чернобил
Чернобилската авария през 1986 година, поставя под сериозен въпрос ядрената безопасност. Този инцидент провокира МААЕ да предприеме въвеждането на строги мерки и нови системи за сигурност в атомните централи. Агенцията работи съвместно с украинското правителство с цел премахване на последиците.

## Нобелова награда за мир
През 2005 година д-р Мохамед ел Барадей, генерален директор през този период, и същевременно МААЕ са носители на Нобелова награда за мир. Мохамед ел Барадей, египетски дипломат, международен държавен служител и учен, е удостоен с нея за усилията, които полага агенцията, за да се попречи ядрената енергия да се използва за военни цели. Норвежкият нобелов комитет в свое цитиране определя работата на МААЕ от „неизчислимо значение“, а що се отнася до д-р Ел Барадей като „безстрашен защитник“ на новите мерки за засилване на режима за ядрено неразпространение.
В края на третия мандат през декември 2009 г., д-р Ел Барадей е отличен за почетен генерален директор на МААЕ.

## Членство
Всяка независима страна, без значение дали е присъединена към ООН или към някоя от специализираните ѝ агенции, може да бъде приета към агенцията по препоръка на управителния съвет и с одобрение на конференция. Всеки нов член може да се оттегли от агенцията чрез писмен отказ. Съществува разпоредба за прекратяване на привилегиите ѝ правата на членство на всяка страна, която нееднократно наруши устава ѝ.
Представянето на информация се извършва по преценка на страна участник. Ако тя (или съответна такава група от страни) реши започването на изследователски проект/и за мирни цели, може да поиска съдействие от агенцията за осигуряването на специални ядрени материали.
При изпълнението на проектите или други дейности, които изискват прилагането на предпазни мерки от участващите страни, агенцията има право да проверява и одобрява конструкцията на специализираното оборудване и съоръжения, включително и ядрените реактори, да изисква мерки за опазването на здравето и безопасността.
Очакванията на Секретариата на МААЕ са страните членки на ЕС да се ориентират към намаляване на тяхното участие като ползватели на техническата помощ на МААЕ и да увеличат своя принос за другите страни от регион Европа.
Официалният посредник на МААЕ е Агенцията за ядрено регулиране. Чрез АЯР и на Секретариата на МААЕ се представят кандидатурите за специализации, научни посещения и обучение по програмите и проектите на Агенцията.

## Държави членки
| година на присъединяването | държава |
| -------------------------- | --- |
| 1957                       | Афганистан, Албания, Аржентина, Австралия, Австрия, Беларус, Бразилия, България, Канада, Куба, Дания, Доминиканска република, Египет, Ел Салвадор, Етиопия, Франция, Германия, Гърция, Гватемала, Хаити, Ватикана, Унгария, Исландия, Индия, Индонезия, Израел, Италия, Япония, Република Корея, Монако, Мароко, Мианмар, Холандия, Нова Зеландия, Норвегия, Пакистан, Парагвай, Перу, Полша, Португалия, Румъния, Русия, Сърбия, Южна Африка, Испания, Шри Ланка, Швеция, Швейцария, Тайланд, Тунис, Турция, Украйна, Великобритания, САЩ, Венецуела, Виетнам |
| 1958                       | Белгия, Еквадор, Финландия, Иран, Люксембург, Мексико, Филипините, Судан |
| 1959                       | Ирак |
| 1960                       | Чили, Колумбия, Гана, Сенегал |
| 1961                       | Ливан, Мали, Демократична република Конго |
| 1962                       | Либерия, Саудитска Арабия |
| 1963                       | Алжир, Боливия, Кот д'Ивоар, Либия, Сирия, Уругвай |
| 1964                       | Камерун, Габон, Кувейт, Нигерия |
| 1965                       | Коста Рика, Кипър, Ямайка, Кения, Мадагаскар |
| 1966                       | Йордания, Панама |
| 1967                       | Сиера Леоне, Сингапур, Уганда |
| 1968                       | Лихтенщайн |
| 1969                       | Малайзия, Замбия |
| 1970                       | Ирландия |
| 1972                       | Бангладеш |
| 1973                       | Монголия |
| 1974                       | Мавриций |
| 1976                       | Катар, ОАЕ, Танзания |
| 1977                       | Никарагуа |
| 1983                       | Намибия |
| 1984                       | Китай |
| 1986                       | Зимбабве |
| 1992                       | Естония, Словения |
| 1993                       | Армения, Хърватия, Чехия, Литва, Словакия |
| 1994                       | Македония, Казахстан, Маршалски острови, Узбекистан, Йемен |
| 1995                       | Босна и Херцеговина |
| 1996                       | Грузия |
| 1997                       | Латвия, Малта, Молдова |
| 1998                       | Буркина Фасо |
| 1999                       | Ангола, Бенин |
| 2000                       | Таджикистан |
| 2001                       | Азербайджан, Централноафриканска република |
| 2002                       | Еритрея, Ботсвана |
| 2003                       | Хондурас, Сейшелски острови, Киргизстан |
| 2004                       | Мавритания, Того |
| 2005                       | Чад |
| 2006                       | Белиз, Малави, Черна гора, Мозамбик |
| 2007                       | Кабо Верде |
| 2008                       | Непал, Палау, Папуа – Нова Гвинея |
| 2009                       | Бахрейн, Бурунди, Камбоджа, Лесото, Оман, Руанда |

Държави, които са напуснали МААЕ:
- Северна Корея (членка от 1974 г. до 1994 г.)

Други държави, които не са членки на МААЕ (поради това, че не са признати от някои държави):
- Западна Сахара
- Тайван

## Официални езици
Официални езици: руски, английски, френски, испански, китайски.